# Municipalità locale di Maphumulo
Maphumulo è una municipalità locale (in inglese Maphumulo Local Municipality) appartenente alla municipalità distrettuale di iLembe della provincia di KwaZulu-Natal in Sudafrica. 
In base al censimento del 2001 la sua popolazione è di 120.644 abitanti.
La sede amministrativa e legislativa è la città di Maphumulo e il suo territorio si estende su una superficie di 895 km² ed è suddiviso in 11 circoscrizioni elettorali (wards). Il suo codice di distretto è KZN294.

## Geografia fisica

### Confini
La municipalità locale di Maphumulo confina a nord con quelle di Umvoti (Umzinyathi) e Nkandla (UThungulu), a est con quelle di Umlalazi (UThungulu) e KwaDukuza, a sud con quella di Ndwedwe e a ovest con quella di Umvoti (Umzinyathi).

### Città e comuni
- Amabhedu
- Cele
- Embo
- Fort Mtombeni
- Hlongwa
- Mabomvini
- Mkhonto
- Maphumulo
- Mpungose
- Ngcolosi
- Nodunga
- Ntunjambili
- Otimati
- Qadi
- Qwabe/Waterfall
- Zubane

### Fiumi
- Hlimbitwa
- Mamba
- Mamdleni
- Mpisi
- Mvoti
- Nsuze
- Tutela